# Hipertrofia
Hipertrofia – trzeci album studyjny zespołu Coma, wydany 10 listopada 2008 roku. Jest to album koncepcyjny, gdzie wszystkie utwory powiązane są jedną myślą przewodnią. W tym przypadku jest to „życie ludzkie, jako szeroko pojęta wola istnienia”. Pierwotnie miał być zatytułowany Hipertrofia woli mocy, jednak zespół zdecydował się na krótszą wersję. Owa wola mocy zaczerpnięta z twórczości Nietzsche'go jest poszlaką do interpretacji całego albumu.
Album uzyskał certyfikat platynowej płyty. Płyta dotarła do 1. miejsca na liście OLiS w Polsce.
Płyta zajęła 11. miejsce w rankingu ZPAV najlepiej sprzedających się albumów 2008 r. w Polsce. Została również wybrana najlepszą polską płytą rockową w 2008 r. według Antyradia.

## Lista utworów
| CD 1 1. „Party” – 3:52 2. „Wola istnienia...” – 5:47 3. „After party” – 0:36 4. „Lśnienie” – 4:34 5. „Diagnoza” – 1:35 6. „Transfuzja” – 3:40 7. „Przesilenie” – 1:04 8. „Nadmiar” – 3:09 9. „Nowe tereny migreny” – 1:15 10. „Trujące rośliny” – 5:49 11. „Ciągi i pociągi” – 1:53 12. „Osobowy” – 2:07 13. „Loty i odloty” – 1:41 14. „Emigracja” – 4:26 15. „Stosunek do służby wojskowej” – 0:34 16. „Zero osiem wojna” – 4:59 17. „Polish Ham” – 1:11 18. „Pożegnanie z mistrzami” – 3:56 19. „Chrum!” – 0:04 20. „Świadkowie schyłku czasu królestwa wiecznych chłopców” – 5:06 21. „Koniec pewnego etapu” – 0:29 |  | CD 2 1. „Początek pewnego etapu” – 0:53 2. „Ekhart” – 10:40 3. „Na na na na” – 0:49 4. „Zamęt” – 3:16 5. „Zwalniamy” – 1:06 6. „Widokówka” – 6:51 7. „Przestrzeń nie-rzeczywista” – 1:02 8. „Parapet” – 3:31 9. „Popołudnia bezkarnie cytrynowe” – 5:40 10. „Ślimak” – 0:15 11. „Cisza i ogień” – 9:13 12. „Epilog ze starym prykiem” – 1:34 13. „Archipelagi” – 4:56 14. „Recykling” – 1:46 |

## Twórcy
Źródło.
| - Piotr Rogucki – wokal prowadzący - Dominik Witczak – gitara rytmiczna, gitara prowadząca - Marcin Kobza – gitara rytmiczna, gitara prowadząca - Rafał Matuszak – gitara basowa, wokal wspierający, projekt i opracowanie graficzne - Adam Marszałkowski – perkusja, wokal wspierający |  | - Tomasz Zalewski – miksowanie - Artur Czarnecki – wokal wspierający - Dagmara Mrowiec – wokal wspierający - Dariusz Pietrzykowski – wokal wspierający |